# Mistrzostwa Świata w Koszykówce Mężczyzn 2006 (składy)
Skład ekip na Mistrzostwa Świata w Koszykówce Mężczyzn 2006.

## Grupa A

### Argentyna
Trener: Sergio Hernández
| #  | Pos        | Zawodnik           | ur.  | Zespół            |
| -- | ---------- | ------------------ | ---- | ----------------- |
| 4  | center     | Luis Scola         | 1980 | TAU Cerámica      |
| 5  | obrońca    | Manu Ginóbili      | 1977 | San Antonio Spurs |
| 6  | obrońca    | Pepe Sánchez       | 1977 | Unicaja Málaga    |
| 7  | center     | Fabricio Oberto    | 1975 | San Antonio Spurs |
| 8  | skrzydłowy | Wálter Herrmann    | 1980 | Charlotte Bobcats |
| 9  | skrzydłowy | Gabriel Fernández  | 1976 | Whirlpool Varese  |
| 10 | obrońca    | Carlos Delfino     | 1982 | Detroit Pistons   |
| 11 | obrońca    | Pablo Prigioni     | 1977 | TAU Cerámica      |
| 12 | skrzydłowy | Leonardo Gutiérrez | 1978 | Boca Juniors      |
| 13 | skrzydłowy | Andrés Nocioni     | 1979 | Chicago Bulls     |
| 14 | obrońca    | Daniel Farabello   | 1976 | Whirlpool Varese  |
| 15 | center     | Rubén Wolkowyski   | 1973 | Chimki            |

### Francja
Trener: Claude Bergeaud
| #  | Pos        | Zawodnik         | ur.  | Zespół                   |
| -- | ---------- | ---------------- | ---- | ------------------------ |
| 4  | obrońca    | Joseph Gomis     | 1978 | Grupo Capitol Valladolid |
| 5  | skrzydłowy | Mickaël Gelabale | 1983 | Seattle SuperSonics      |
| 6  | obrońca    | Aymeric Jeanneau | 1978 | Cholet                   |
| 7  | skrzydłowy | Laurent Foirest  | 1973 | ASVEL Villeurbanne       |
| 8  | obrońca    | Mickaël Piétrus  | 1982 | Golden State Warriors    |
| 9  | skrzydłowy | Mamoutou Diarra  | 1980 | Chalons-sur-Sâone        |
| 10 | obrońca    | Yannick Bokolo   | 1985 | Le Mans                  |
| 11 | skrzydłowy | Florent Piétrus  | 1981 | Unicaja Málaga           |
| 12 | center     | Johan Petro      | 1986 | Seattle SuperSonics      |
| 13 | skrzydłowy | Boris Diaw       | 1982 | Phoenix Suns             |
| 14 | skrzydłowy | Ronny Turiaf     | 1983 | Los Angeles Lakers       |
| 15 | center     | Frédéric Weis    | 1977 | Lagun Aro Bilbao         |

### Liban
Trener: Paul Coughter
| #  | Pos        | Zawodnik        | ur.  | Zespół       |
| -- | ---------- | --------------- | ---- | ------------ |
| 4  | obrońca    | Jean Abdel-Nour | 1983 | Blue Stars   |
| 5  | center     | Hussein Tawbe   | 1982 | Al-Riyadhi   |
| 6  | obrońca    | Ali Mahmoud     | 1983 | Al-Riyadhi   |
| 7  | obrońca    | Rony Fahed      | 1981 | Blue Stars   |
| 8  | obrońca    | Omar El Turk    | 1981 | Al-Riyadhi   |
| 9  | skrzydłowy | Brian Beshara   | 1977 | Blue Stars   |
| 10 | skrzydłowy | Bassem Balaa    | 1981 | Club Sagesse |
| 11 | center     | Joseph Vogel    | 1973 | Al-Riyadhi   |
| 12 | skrzydłowy | Ali Fakhreddine | 1983 | Al-Riyadhi   |
| 13 | skrzydłowy | Sabah Khoury    | 1982 | Champville   |
| 14 | center     | Roy Samaha      | 1984 | Blue Stars   |
| 15 | skrzydłowy | Fadi El Khatib  | 1979 | Club Sagesse |

### Nigeria
Trener: Sanni Ahmed
| #  | Pos        | Zawodnik           | ur.  | Zespół                      |
| -- | ---------- | ------------------ | ---- | --------------------------- |
| 4  | obrońca    | Josh Akognon       | 1986 | Washington State University |
| 5  | skrzydłowy | Ekene Ibekwe       | 1985 | University of Maryland      |
| 6  | obrońca    | Chamberlain Oguchi | 1986 | University of Oregon        |
| 7  | skrzydłowy | Ime Udoka          | 1977 | New York Knicks             |
| 8  | obrońca    | Ebi Ere            | 1981 | Liège                       |
| 9  | obrońca    | Jeff Varem         | 1983 | Pau Orthez                  |
| 10 | center     | Julius Nwosu       | 1971 | CSU Asesoft Ploiești        |
| 11 | skrzydłowy | Derrick Obahosan   | 1981 | Hyéres-Toulon               |
| 12 | skrzydłowy | Tunji Awojobi      | 1973 | Hapoel Jerozolima           |
| 13 | skrzydłowy | Gabe Mouneke       | 1978 | Pınar Karşıyaka             |
| 14 | skrzydłowy | Aloysius Anagonye  | 1981 | Joventut Badalona           |
| 15 | center     | Ikenne Nwankwo     | 1973 | Madeira                     |

### Serbia i Czarnogóra
Trener: Dragan Šakota
| #  | Pos        | Zawodnik          | ur.  | Zespół                  |
| -- | ---------- | ----------------- | ---- | ----------------------- |
| 4  | obrońca    | Bojan Popović     | 1983 | Dinamo Moskwa           |
| 5  | skrzydłowy | Branko Jorović    | 1981 | Akasvayu Girona         |
| 6  | obrońca    | Vule Avdalović    | 1981 | Pamesa Valencia         |
| 7  | center     | Miroslav Raičević | 1981 | Dinamo Moskwa           |
| 8  | obrońca    | Igor Rakočević    | 1978 | TAU Cerámica            |
| 9  | center     | Mile Ilić         | 1984 | New Jersey Nets         |
| 10 | obrońca    | Uroš Tripković    | 1986 | Partizan                |
| 11 | center     | Darko Miličić     | 1985 | Orlando Magic           |
| 12 | center     | Goran Nikolić     | 1976 | MMT Estudiantes         |
| 13 | obrońca    | Marko Marinović   | 1983 | Akasvayu Girona         |
| 14 | skrzydłowy | Ognjen Aškrabić   | 1979 | Dynamo Sankt Petersburg |
| 15 | center     | Kosta Perović     | 1985 | Partizan                |

### Wenezuela
Trener: Néstor Salazar
| #  | Pos        | Zawodnik              | ur.  | Zespół                    |
| -- | ---------- | --------------------- | ---- | ------------------------- |
| 4  | skrzydłowy | Víctor Díaz           | 1968 | Cocodrilos de Caracas     |
| 5  | center     | Pablo Machado         | 1977 | Guaros de Lara            |
| 6  | obrońca    | Ernesto Mijares       | 1976 | Marinos de Anzoategui     |
| 7  | center     | Richard Lugo          | 1973 | Trotamundos de Carabobo   |
| 8  | skrzydłowy | Tomás Aguilera        | 1977 | Trotamundos de Carabobo   |
| 9  | skrzydłowy | Óscar Torres          | 1976 | Chimki                    |
| 10 | obrońca    | Carlos Cedeño         | 1985 | Guaiaqueries de Margarita |
| 11 | center     | Miguel Ángel Marriaga | 1984 | Gaiteros de Zulia         |
| 12 | skrzydłowy | Gregory Vallenilla    | 1980 | Guaiaqueries de Margarita |
| 13 | skrzydłowy | Alejandro Barrios     | 1979 | Trotamundos de Carabobo   |
| 14 | center     | Herbert Bayona        | 1978 | Guaiaqueries de Margarita |
| 15 | skrzydłowy | Carlos Morris         | 1975 | Gatos de Monaga           |

## Grupa B

### Angola
Trener: Antonio Carvalho
| #  | Pos        | Zawodnik           | ur.  | Zespół                  |
| -- | ---------- | ------------------ | ---- | ----------------------- |
| 4  | obrońca    | Olimpio Cipriano   | 1982 | Primeiro de Agosto      |
| 5  | obrońca    | Armando Costa      | 1983 | Primeiro de Agosto      |
| 6  | obrońca    | Carlos Morais      | 1985 | Petro Atlético          |
| 7  | obrońca    | Milton Barros      | 1984 | Petro Atlético          |
| 8  | obrońca    | Luis Costa         | 1978 | Petro Atlético          |
| 9  | skrzydłowy | Victor De Carvalho | 1969 | Petro Atlético          |
| 10 | skrzydłowy | Joaquim Gomes      | 1980 | Eiffel Towers Den Bosch |
| 11 | skrzydłowy | Emanuel Neto       | 1984 | Atlético Aviação        |
| 12 | center     | Abdel Bouckar      | 1980 | Primeiro de Agosto      |
| 13 | obrońca    | Carlos Almeida     | 1976 | Primeiro de Agosto      |
| 14 | obrońca    | Miguel Lutonda     | 1971 | Primeiro de Agosto      |
| 15 | center     | Eduardo Mingas     | 1979 | Petro Atlético          |

### Niemcy
Trener: Dirk Bauermann
| #  | Pos        | Zawodnik          | ur.  | Zespół                  |
| -- | ---------- | ----------------- | ---- | ----------------------- |
| 4  | obrońca    | Mithat Demirel    | 1978 | Beşiktaş                |
| 5  | skrzydłowy | Ademola Okulaja   | 1975 | Chimki                  |
| 6  | skrzydłowy | Sven Schultze     | 1978 | Armani Jeans Mediolan   |
| 7  | skrzydłowy | Robert Garrett    | 1977 | GHP Bamberg             |
| 8  | obrońca    | Johannes Herber   | 1983 | ALBA Berlin             |
| 9  | obrońca    | Steffen Hamann    | 1977 | Climamio Bologna        |
| 10 | obrońca    | Demond Greene     | 1979 | ALBA Berlin             |
| 11 | obrońca    | Pascal Roller     | 1976 | Deutsche Bank Skyliners |
| 12 | skrzydłowy | Guido Grünheid    | 1982 | RheinEnergie Köln       |
| 13 | center     | Patrick Femerling | 1975 | Caja San Fernando       |
| 14 | skrzydłowy | Dirk Nowitzki     | 1978 | Dallas Mavericks        |
| 15 | center     | Jan-Hendrik Jagla | 1981 | Türk Telekom Ankara     |

### Japonia
Trener:  Željko Pavličević
| #  | Pos        | Zawodnik           | ur.  | Zespół             |
| -- | ---------- | ------------------ | ---- | ------------------ |
| 4  | obrońca    | Takuya Kawamura    | 1986 | OSG Phoenix        |
| 5  | center     | Daiji Yamada       | 1981 | Toyota Alvark      |
| 6  | skrzydłowy | Ryota Sakurai      | 1983 | Toyota Alvark      |
| 7  | obrońca    | Kei Igarashi       | 1980 | Hitachi Sunrockers |
| 8  | obrońca    | Shinsuke Kashiwagi | 1981 | Aishin Sea Horses  |
| 9  | obrońca    | Takehiko Orimo     | 1970 | Toyota Alvark      |
| 10 | skrzydłowy | Kousuke Takeuchi   | 1985 | Keio University    |
| 11 | skrzydłowy | Tomoo Amino        | 1980 | Aishin Sea Horses  |
| 12 | obrońca    | Takahiro Setsumasa | 1972 | Toshiba Brave      |
| 13 | skrzydłowy | Satoru Furuta      | 1971 | Toyota Alvark      |
| 14 | skrzydłowy | Shunsuke Ito       | 1979 | Toshiba Brave      |
| 15 | center     | Joji Takeuchi      | 1985 | Tokai University   |

### Nowa Zelandia
Trener: Tab Baldwin
| #  | Pos        | Zawodnik       | ur.  | Zespół                |
| -- | ---------- | -------------- | ---- | --------------------- |
| 4  | obrońca    | Mark Dickel    | 1976 | Anwil Włocławek       |
| 5  | obrońca    | Aaron Olson    | 1978 | New Zealand Breakers  |
| 6  | obrońca    | Kirk Penney    | 1980 | Maccabi Tel Awiw      |
| 7  | obrońca    | Paul Henare    | 1979 | New Zealand Breakers  |
| 8  | obrońca    | Phill Jones    | 1974 | Vertical Vision Cantù |
| 9  | obrońca    | Paora Winitana | 1976 | G&H Hawks             |
| 10 | obrońca    | Dillon Boucher | 1975 | Brisbane Bullets      |
| 11 | skrzydłowy | Pero Cameron   | 1974 | Bandirma Banvitspor   |
| 12 | skrzydłowy | Mika Vukona    | 1982 | Nelson Giants         |
| 13 | skrzydłowy | Casey Frank    | 1977 | Auckland Stars        |
| 14 | center     | Craig Bradshaw | 1983 | Winthrop University   |
| 15 | center     | Tony Rampton   | 1976 | Wollongong Hawks      |

### Panama
Trener: Guillermo Vecchio
| #  | Pos        | Zawodnik          | ur.  | Zespół                   |
| -- | ---------- | ----------------- | ---- | ------------------------ |
| 4  | center     | Rubén Garcés      | 1973 | Pamesa Valencia          |
| 5  | obrońca    | Jair Peralta      | 1976 | Panteras de Miranda      |
| 6  | obrońca    | Rubén Douglas     | 1979 | Pamesa Valencia          |
| 7  | obrońca    | Maximiliano Gómez | 1975 | Los Toros del Chorrillo  |
| 8  | center     | Kevin Daley       | 1976 | Harlem Globetrotters     |
| 9  | center     | Jamaal Levy       | 1983 | Atlético Bigua           |
| 10 | skrzydłowy | Dionisio Gómez    | 1980 | Central Entrerriano      |
| 11 | obrońca    | Michael Hicks     | 1976 | Scavolini Pesaro         |
| 12 | obrońca    | Ed Cota           | 1976 | Stal Ostrów Wielkopolski |
| 13 | skrzydłowy | Antonio García    | 1976 | Los Toros del Chorrillo  |
| 14 | skrzydłowy | Jaime Lloreda     | 1980 | Al-Ittihad               |
| 15 | center     | Eric Cárdenas     | 1973 | Defensor                 |

### Hiszpania
Trener: Pepu Hernández
| #  | Pos        | Zawodnik             | ur.  | Zespół                 |
| -- | ---------- | -------------------- | ---- | ---------------------- |
| 4  | center     | Pau Gasol            | 1980 | Memphis Grizzlies      |
| 5  | obrońca    | Rudy Fernández       | 1985 | Joventut Badalona      |
| 6  | obrońca    | Carlos Cabezas       | 1980 | Unicaja Málaga         |
| 7  | obrońca    | Juan Carlos Navarro  | 1980 | FC Barcelona           |
| 8  | skrzydłowy | José Manuel Calderón | 1981 | Toronto Raptors        |
| 9  | center     | Felipe Reyes         | 1980 | Real Madrid            |
| 10 | skrzydłowy | Carlos Jiménez       | 1976 | Unicaja Málaga         |
| 11 | obrońca    | Sergio Rodríguez     | 1986 | Portland Trail Blazers |
| 12 | obrońca    | Berni Rodríguez      | 1980 | Unicaja Málaga         |
| 13 | center     | Marc Gasol           | 1985 | Akasvayu Girona        |
| 14 | skrzydłowy | Alex Mumbrú          | 1979 | Real Madrid            |
| 15 | skrzydłowy | Jorge Garbajosa      | 1977 | Toronto Raptors        |

## Grupa C

### Australia
Trener: Brian Goorjian
| #  | Pos        | Zawodnik         | ur.  | Zespół                |
| -- | ---------- | ---------------- | ---- | --------------------- |
| 4  | center     | Andrew Bogut     | 1984 | Milwaukee Bucks       |
| 5  | skrzydłowy | David Barlow     | 1983 | Sydney Kings          |
| 6  | skrzydłowy | Sam Mackinnon    | 1976 | Brisbane Bullets      |
| 7  | obrońca    | Luke Kendall     | 1978 | Sydney Kings          |
| 8  | skrzydłowy | Brad Newley      | 1982 | Townsville Crocodiles |
| 9  | skrzydłowy | CJ Bruton        | 1978 | Brisbane Bullets      |
| 10 | skrzydłowy | Jason Smith      | 1974 | Sydney Kings          |
| 11 | skrzydłowy | Mark Worthington | 1983 | Sydney Kings          |
| 12 | skrzydłowy | Daniel Kickert   | 1983 | Saint Mary’s College  |
| 13 | center     | Russell Hinder   | 1975 | Sydney Kings          |
| 14 | obrońca    | Aaron Bruce      | 1984 | Baylor University     |
| 15 | center     | Wade Helliwell   | 1979 | Lottomatica Roma      |

### Brazylia
Trener: Lula Ferreira
| #  | Pos        | Zawodnik             | ur.  | Zespół              |
| -- | ---------- | -------------------- | ---- | ------------------- |
| 4  | obrońca    | Marcelo Machado      | 1975 | Žalgiris Kowno      |
| 5  | obrońca    | Nezinho dos Santos   | 1985 | COC Ribeirao Preto  |
| 6  | skrzydłowy | Murilo Becker        | 1983 | Franca              |
| 7  | center     | Estevam Ferreira     | 1978 | Unitri Uberlândia   |
| 8  | obrońca    | Leandro Barbosa      | 1982 | Phoenix Suns        |
| 9  | obrońca    | Marcelinho Huertas   | 1983 | Joventut Badalona   |
| 10 | obrońca    | Alex Garcia          | 1980 | COC Ribeirao Preto  |
| 11 | skrzydłowy | Anderson Varejão     | 1982 | Cleveland Cavaliers |
| 12 | skrzydłowy | Guilherme Giovannoni | 1980 | Virtus Bologna      |
| 13 | center     | Caio Torres          | 1987 | MMT Estudiantes     |
| 14 | center     | Andre Bambú          | 1979 | Joinville           |
| 15 | center     | Tiago Splitter       | 1985 | TAU Cerámica        |

### Grecja
Trener: Panajotis Janakis
| #  | Pos        | Zawodnik                | ur.  | Zespół           |
| -- | ---------- | ----------------------- | ---- | ---------------- |
| 4  | obrońca    | Teodoros Papalukas      | 1977 | CSKA Moscow      |
| 5  | obrońca    | Wasilis Spanulis        | 1982 | Houston Rockets  |
| 6  | obrońca    | Nikos Zisis             | 1983 | Benetton Treviso |
| 7  | center     | Sofoklis Schortsianitis | 1985 | Olympiacos       |
| 8  | skrzydłowy | Panagiotis Vasilopoulos | 1984 | Olympiacos       |
| 9  | skrzydłowy | Andonis Fotsis          | 1981 | Dinamo Moskwa    |
| 10 | obrońca    | Nikos Chadziwretas      | 1977 | Panathinaikos AO |
| 11 | skrzydłowy | Dimos Dikudis           | 1977 | Panathinaikos AO |
| 12 | skrzydłowy | Kostas Tsartsaris       | 1979 | Panathinaikos AO |
| 13 | obrońca    | Dimitris Diamandidis    | 1980 | Panathinaikos AO |
| 14 | center     | Lazaros Papadopulos     | 1980 | Dinamo Moskwa    |
| 15 | skrzydłowy | Michalis Kakiouzis      | 1976 | FC Barcelona     |

### Litwa
Trener: Antanas Sireika
| #  | Pos        | Zawodnik            | ur.  | Zespół              |
| -- | ---------- | ------------------- | ---- | ------------------- |
| 4  | obrońca    | Tomas Delininkaitis | 1982 | Lietuvos Rytas      |
| 5  | skrzydłowy | Mindaugas Žukauskas | 1975 | Scavolini Pesaro    |
| 6  | obrońca    | Arvydas Macijauskas | 1980 | Olympiakos Pireus   |
| 7  | skrzydłowy | Darjuš Lavrinovič   | 1979 | Unics Kazan         |
| 8  | obrońca    | Giedrius Gustas     | 1980 | Dinamo Moskwa       |
| 9  | skrzydłowy | Darius Songaila     | 1978 | Washington Wizards  |
| 10 | obrońca    | Mantas Kalnietis    | 1986 | Žalgiris Kowno      |
| 11 | skrzydłowy | Linas Kleiza        | 1985 | Denver Nuggets      |
| 12 | center     | Kšyštof Lavrinovič  | 1979 | Uniks Kazań         |
| 13 | obrońca    | Simas Jasaitis      | 1982 | Maccabi Tel Awiw    |
| 14 | skrzydłowy | Paulius Jankūnas    | 1984 | Žalgiris Kowno      |
| 15 | center     | Robertas Javtokas   | 1980 | Panathinaikos Ateny |

### Katar
Trener: Joseph Stiebing
| #  | Pos        | Zawodnik                | ur.  | Zespół     |
| -- | ---------- | ----------------------- | ---- | ---------- |
| 4  | obrońca    | Khalid Al Nasr          | 1980 | Al Arabi   |
| 5  | obrońca    | Malek Saleem            | 1985 | Al Rayyan  |
| 6  | obrońca    | Saad Abdulraham Ali     | 1985 | As Saad    |
| 7  | obrońca    | Daoud Musa              | 1982 | Qatar Club |
| 8  | skrzydłowy | Khaled Suleyman         | 1987 | As Saad    |
| 9  | skrzydłowy | Ali Turki               | 1982 | Al Jaysh   |
| 10 | skrzydłowy | Baker Ahmad Mohammed    | 1986 | Al Rayyan  |
| 11 | skrzydłowy | Erfan Ali Saeed         | 1983 | Al Rayyan  |
| 12 | center     | Mohammed Saleem Abdulla | 1982 | Al Rayyan  |
| 13 | skrzydłowy | Hammam Ismail           | 1983 |            |
| 14 | center     | Hashim Zaidan           | 1980 | Al Alhi    |
| 15 | center     | Omer Abgader Salem      | 1983 | Al Rayyan  |

### Turcja
Trener: Bogdan Tanjević
| #  | Pos        | Zawodnik        | ur.  | Zespół                          |
| -- | ---------- | --------------- | ---- | ------------------------------- |
| 4  | obrońca    | Cenk Akyol      | 1987 | Efes Pilsen                     |
| 5  | center     | Ermal Kurtoğlu  | 1980 | Efes Pilsen                     |
| 6  | obrońca    | Engin Atsur     | 1984 | North Carolina State University |
| 7  | obrońca    | Ender Arslan    | 1983 | Efes Pilsen                     |
| 8  | skrzydłowy | Ersan Ilyasova  | 1987 | Milwaukee Bucks                 |
| 9  | obrońca    | Serkan Erdoğan  | 1978 | TAU Cerámica                    |
| 10 | skrzydłowy | İbrahim Kutluay | 1974 | Fenerbahçe Ülker                |
| 11 | center     | Fatih Solak     | 1980 | Galatasaray                     |
| 12 | center     | Kerem Gönlüm    | 1977 | Efes Pilsen                     |
| 13 | center     | Semih Erden     | 1986 | Fenerbahçe Ülker                |
| 14 | center     | Kaya Peker      | 1980 | TAU Cerámica                    |
| 15 | obrońca    | Hakan Demirel   | 1986 | Fenerbahçe Ülker                |

## Grupa D

### Chiny
Trener: Jonas Kazlauskas
| #  | Pos        | Zawodnik       | ur.  | Zespół                    |
| -- | ---------- | -------------- | ---- | ------------------------- |
| 4  | obrońca    | Chen Jianghua  | 1989 | Guangdong Southern Tigers |
| 5  | obrońca    | Liu Wei        | 1980 | Shanghai Sharks           |
| 6  | obrońca    | Zhang Qingpeng | 1985 | Liaoning Hunters          |
| 7  | skrzydłowy | Wang Shipeng   | 1983 | Guangdong Southern Tigers |
| 8  | skrzydłowy | Zhu Fangyu     | 1983 | Guangdong Southern Tigers |
| 9  | obrońca    | Sun Yue        | 1985 | Beijing Aoshen Olympian   |
| 10 | center     | Zhang Songtao  | 1985 | Beijing Aoshen Olympian   |
| 11 | center     | Yi Jianlian    | 1987 | Guangdong Southern Tigers |
| 12 | center     | Mo Ke          | 1982 | Bayi Rockets              |
| 13 | center     | Yao Ming       | 1980 | Houston Rockets           |
| 14 | center     | Wang Zhizhi    | 1979 | Bayi Rockets              |
| 15 | skrzydłowy | Du Feng        | 1981 | Guangdong Southern Tigers |

### Włochy
Trener: Carlo Recalcati
| #  | Pos        | Zawodnik           | ur.  | Zespół            |
| -- | ---------- | ------------------ | ---- | ----------------- |
| 4  | obrońca    | Fabio Di Bella     | 1978 | VidiVici Bologna  |
| 5  | obrońca    | Gianluca Basile    | 1975 | FC Barcelona      |
| 6  | skrzydłowy | Stefano Mancinelli | 1983 | Climamio Bolonia  |
| 7  | obrońca    | Matteo Soragna     | 1975 | Benetton Treviso  |
| 8  | center     | Denis Marconato    | 1975 | FC Barcelona      |
| 9  | obrońca    | Marco Belinelli    | 1986 | Climamio Bolonia  |
| 10 | obrońca    | Andrea Pecile      | 1980 | Montepaschi Siena |
| 11 | skrzydłowy | Andrea Michelori   | 1978 | VidiVici Bologna  |
| 12 | skrzydłowy | Mason Rocca        | 1977 | Carpisa Napoli    |
| 13 | obrońca    | Marco Mordente     | 1979 | Benetton Treviso  |
| 14 | center     | Luca Garri         | 1982 | Lottomatica Rzym  |
| 15 | skrzydłowy | Angelo Gigli       | 1983 | Benetton Treviso  |

### Portoryko
Trener: Julio Toro
| #  | Pos        | Zawodnik            | ur.  | Zespół                  |
| -- | ---------- | ------------------- | ---- | ----------------------- |
| 4  | center     | Peter John Ramos    | 1985 | Washington Wizards      |
| 5  | skrzydłowy | Angelo Reyes        | 1982 | Criollos de Caguas      |
| 6  | obrońca    | Roberto Hatton      | 1977 | Ponce Lions             |
| 7  | obrońca    | Carlos Arroyo       | 1979 | Orlando Magic           |
| 8  | obrońca    | Rick Apodaca        | 1980 | Polpak Świecie          |
| 9  | obrońca    | Christian Dalmau    | 1975 | Prokom Trefl Sopot      |
| 10 | obrońca    | Larry Ayuso         | 1977 | Arecibo Captains        |
| 11 | skrzydłowy | Antonio Latimer     | 1978 | San German Atlethics    |
| 12 | obrońca    | Filiberto Rivera    | 1982 | Criollos de Caguas      |
| 13 | center     | Manuel Narvaez      | 1981 | Ponce Lions             |
| 14 | skrzydłowy | Carmelo Antrone Lee | 1977 | Guaynabo Conquistadores |
| 15 | center     | Daniel Santiago     | 1976 | Unicaja Málaga          |

### Senegal
Trener: Moustapha Gaye
| #  | Pos        | Zawodnik          | ur.  | Zespół                   |
| -- | ---------- | ----------------- | ---- | ------------------------ |
| 4  | center     | Makthar N’Diaye   | 1972 | Levallois                |
| 5  | obrońca    | El Kabir Pene     | 1984 | Clermont-Ferrand         |
| 6  | obrońca    | Pape Ibrahim Faye | 1980 | Al Rayyan                |
| 7  | obrońca    | Babacar Cissé     | 1976 | Le Havre                 |
| 8  | skrzydłowy | Sitapha Savané    | 1978 | Gran Canaria Grupo Dunas |
| 9  | skrzydłowy | Maleye N’Doye     | 1980 | Dijon                    |
| 10 | obrońca    | Mamadou Diouf     | 1983 | Sendai 89ers             |
| 11 | skrzydłowy | Souleymane Aw     | 1981 | ASCC BOPP                |
| 12 | skrzydłowy | Moustapha Niang   | 1977 | Chorale Roanne           |
| 13 | center     | Mamadou N’Diaye   | 1975 | PAOK                     |
| 14 | center     | Ndongo N’Diaye    | 1977 | Primeiro de Agosto       |
| 15 | skrzydłowy | Malick Badiane    | 1984 | Deutsche Bank Skyliners  |

### Słowenia
Trener: Aleš Pipan
| #  | Pos        | Zawodnik            | ur.  | Zespół                |
| -- | ---------- | ------------------- | ---- | --------------------- |
| 4  | skrzydłowy | Goran Jurak         | 1977 | Vertical Vision Cantù |
| 5  | obrońca    | Jaka Lakovič        | 1978 | FC Barcelona          |
| 6  | obrońca    | Sašo Ožbolt         | 1981 | Olimpija Ljubljana    |
| 7  | obrońca    | Sani Bečirovič      | 1981 | Climamio Bolonia      |
| 8  | center     | Radoslav Nesterovič | 1976 | Toronto Raptors       |
| 9  | obrońca    | Beno Udrih          | 1982 | San Antonio Spurs     |
| 10 | skrzydłowy | Boštjan Nachbar     | 1981 | New Jersey Nets       |
| 11 | skrzydłowy | Željko Zagorac      | 1981 | Domžale               |
| 12 | obrońca    | Marko Milić         | 1977 | Olimpija Ljubljana    |
| 13 | obrońca    | Goran Dragič        | 1986 | Slovan Ljubljana      |
| 14 | center     | Uroš Slokar         | 1983 | Toronto Raptors       |
| 15 | center     | Primož Brezec       | 1979 | Charlotte Bobcats     |

### USA
Trener: Mike Krzyzewski
| #  | Pos        | Zawodnik        | ur.  | Zespół               |
| -- | ---------- | --------------- | ---- | -------------------- |
| 4  | skrzydłowy | Joe Johnson     | 1981 | Atlanta Hawks        |
| 5  | obrońca    | Kirk Hinrich    | 1981 | Chicago Bulls        |
| 6  | obrońca    | LeBron James    | 1984 | Cleveland Cavaliers  |
| 7  | skrzydłowy | Antawn Jamison  | 1976 | Washington Wizards   |
| 8  | skrzydłowy | Shane Battier   | 1978 | Houston Rockets      |
| 9  | obrońca    | Dwyane Wade     | 1982 | Miami Heat           |
| 10 | obrońca    | Chris Paul      | 1985 | NO/OKC Hornets       |
| 11 | center     | Chris Bosh      | 1984 | Toronto Raptors      |
| 12 | center     | Dwight Howard   | 1985 | Orlando Magic        |
| 13 | center     | Brad Miller     | 1976 | Sacramento Kings     |
| 14 | skrzydłowy | Elton Brand     | 1979 | Los Angeles Clippers |
| 15 | skrzydłowy | Carmelo Anthony | 1984 | Denver Nuggets       |